# ピーター・クリストファーソン
ピーター・クリストファーソン（Peter Christopherson、1955年2月27日 - 2010年11月24日）は、アーティスト。ビデオ・ディレクター、グラフィック・デザイナーであり、ヒプノシスの元メンバー。ミュージシャン。インダストリアル・ミュージックの先駆者で、スロッビング・グリッスルの元メンバー。

## 人物
イングランドのリーズ生まれ。数学者のダーマン・クリストファーソン（Derman Christopherson）を父に持つ。愛称はスリージー。ニューヨーク州立大学バッファロー校にて舞台デザイン、ビデオ制作について学んだ後、1974年にヒプノシスのデザイナーとなり、ピンク・フロイドやピーター・ガブリエルのアルバム・ジャケット等を手掛ける。
クーム・トランスミッションへの参加をきっかけに1975年スロッビング・グリッスルを結成する。
バンドでは主にテープ操作を担当した。1981年の解散後は同じくメンバーであったジェネシス・P・オリッジと共にビデオ・プロダクションと音楽の融合をこころみ後のポスト・インダストリアル・ムーブメントに影響をあたえたサイキックTVを結成するがセカンド・アルバムの制作後に脱退する。また、ヒプノシスも1983年に解散した。
サイキックTVのメンバーでもあったジョン・バランスのコイルに参加しバランスの死による活動停止まで23年間にわたってマーク・アーモンド、ソフト・セル、JGサールウェル（フィータス）、ギャヴィン・フライデー、カレント93、ナース・ウィズ・ウーンドとのコラボレーションやデレク・ジャーマンの映画のサウンドトラックをはじめ多くの作品とライブ・レコーディングを残した。
その後、タイに移住し、スレッショルド・ハウスボーイズ・クワイア名義で東南アジアの民族音楽的リズムや変調ソフトによるボーカルをとりいれたソロ活動を行っており、2007年4月に来日を果たした後、2008年3月にコイルの活動にも関わったイヴァン・パブロフ（COH）と共にソイソング（SoiSong）を結成。
ビデオ・ディレクター、写真家としても知られ、ニューヨーク近代美術館（MoMA）にて永久展示されているコイルによるグロリア・ジョーンズの「Tainted Love」（ソフト・セルによるカバーで知られる）をはじめ数々のCM、ミュージック・ビデオを手掛けていた。
2010年11月24日、タイ・バンコクの自宅で睡眠中に死亡した。55歳没。

## 経歴
- ヒプノシス
- クーム・トランスミッション
- スロッビング・グリッスル
- サイキックTV
- コイル
- スレッショルド・ハウスボーイズ・クワイア（ソロ名義）
- SoiSong

## ディスコグラフィ

### ソロ・アルバム
- Time Machines II (2014年)
- The Art Of Mirrors - Homage To Derek Jarman (2015年)

### ザ・スレッショルド・ハウスボーイズ・クワイア
- Form Grows Rampant (2007年)